# Stazione di Cava dei Tirreni
La stazione di Cava de' Tirreni è lo scalo ferroviario della cittadina omonima, in provincia di Salerno, sulla linea Napoli-Battipaglia.

## Storia
La stazione di Cava ha avuto in passato un discreto traffico merci a servizio dell'attiguo tabacchificio. Dalla fine del XIX secolo ed in alcuni periodi del '900 fu interessata da un ipotetico progetto, mai realizzato, che l'avrebbe vista capolinea di una "ferrovia amalfitana" in un tracciato verso Amalfi e Sorrento.
Il fabbricato viaggiatori venne completato nel 1950.
Con la costruzione della galleria direttissima negli anni sessanta, lo scalo ha perso le corse a lunga percorrenza pur mantenendo un elevato movimento passeggeri. Nel 2004 il terzo binario, senza banchina e ad uso merci, è stato adibito al traffico passeggeri con la costruzione di un nuovo marciapiede, un sottopassaggio e lo sbancamento del vecchio marciapiedi dei binari 1-2 (ormai inutile), onde recuperare spazio. Nello stesso periodo la vicina stazione di Vietri riduceva il numero di binari di servizio da 3 a 2. In seguito, il terzo binario è stato dismesso nell'ambito dei lavori di ristrutturazione dell'impianto.

## Strutture e impianti
La stazione si trova sulla centrale via XXV Luglio (SS 18), all'incrocio con viale Garibaldi, che porta al corso e, dunque, al centro storico di Borgo Scacciaventi. Al lato orientale della struttura si trova, poco distante, la frazione di Pregiato.
Sorge sulla linea Napoli Centrale - Salerno, nel tratto parallelo (tra Nocera Inferiore-Salerno) alla direttissima, chiamato appunto via Cava, fra le stazioni di Nocera Superiore e Vietri-Amalfi. Il lato meridionale che porta alla stazione venne interrato nei primi anni novanta e su di esso vi è stato costruito un grande parcheggio, detto "Trincerone".
Il grande fabbricato viaggiatori è composto su più livelli, con scale per raggiungere il livello delle pensiline, più in basso rispetto al suolo stradale. Ai due lati conta 2 grandi scritte in pietra a rilievo "CAVA DEI TIRRENI". All'interno, al piano superiore si trovano l'edicola e l'ufficio biglietteria, all'esterno il bar. La stazione conta 2 binari atti al servizio passeggeri, con 2 banchine raggiunte da sottopassaggio. I tronchini dello scalo merci si attestano al lato fabbricato viaggiatori direzione Nocera.

## Movimento
La stazione è servita dai treni regionali e metropolitani svolti da Trenitalia nell'ambito del contratto di servizio stipulato con la Regione Campania.
Al 2024 la stazione risulta non servita totalmente dai treni a causa di un movimento franoso che ha interessato la linea nel tratto tra Nocera Superiore e Salerno. Tutti i treni percorrono la variante via Bivio Santa Lucia e si immettono nuovamente sulla linea storica dalla stazione di Nocera Inferiore. Il servizio lungo il tratto Nocera Superiore-Salerno è garantito da autobus.
La linea tra Nocera Superiore e Salerno è stata completamente ripristinata dal 15/11/2024 una volta terminati i lavori di messa in sicurezza della stessa

## Servizi
L'impianto, classificato da RFI nella categoria "Silver",, dispone di:
La stazione dispone di:
- Servizi igienici
- Bar
- Biglietteria automatica

## Interscambi
- Fermata autobus

## Galleria d'immagini

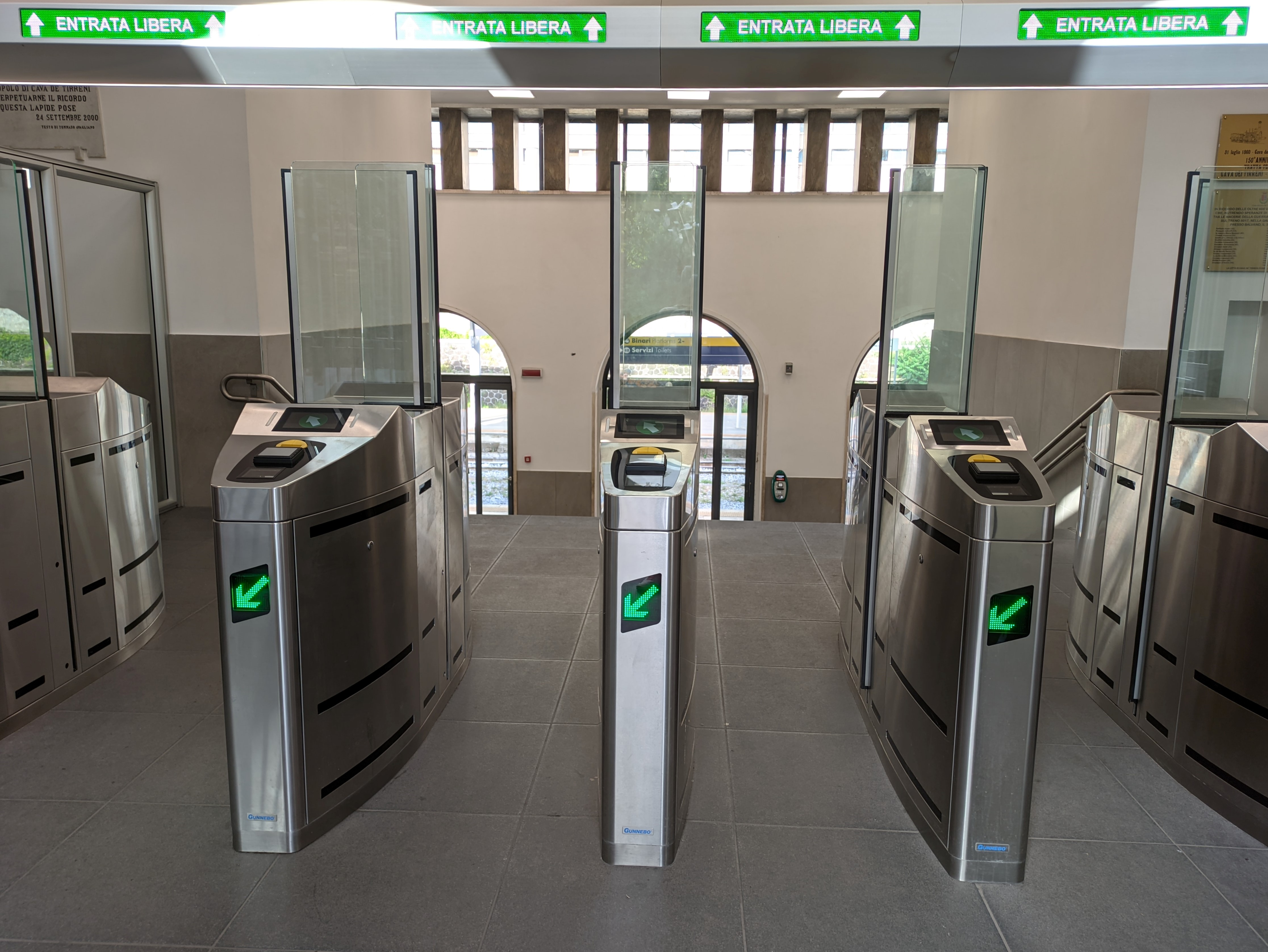
Tornelli all'ingresso della stazione
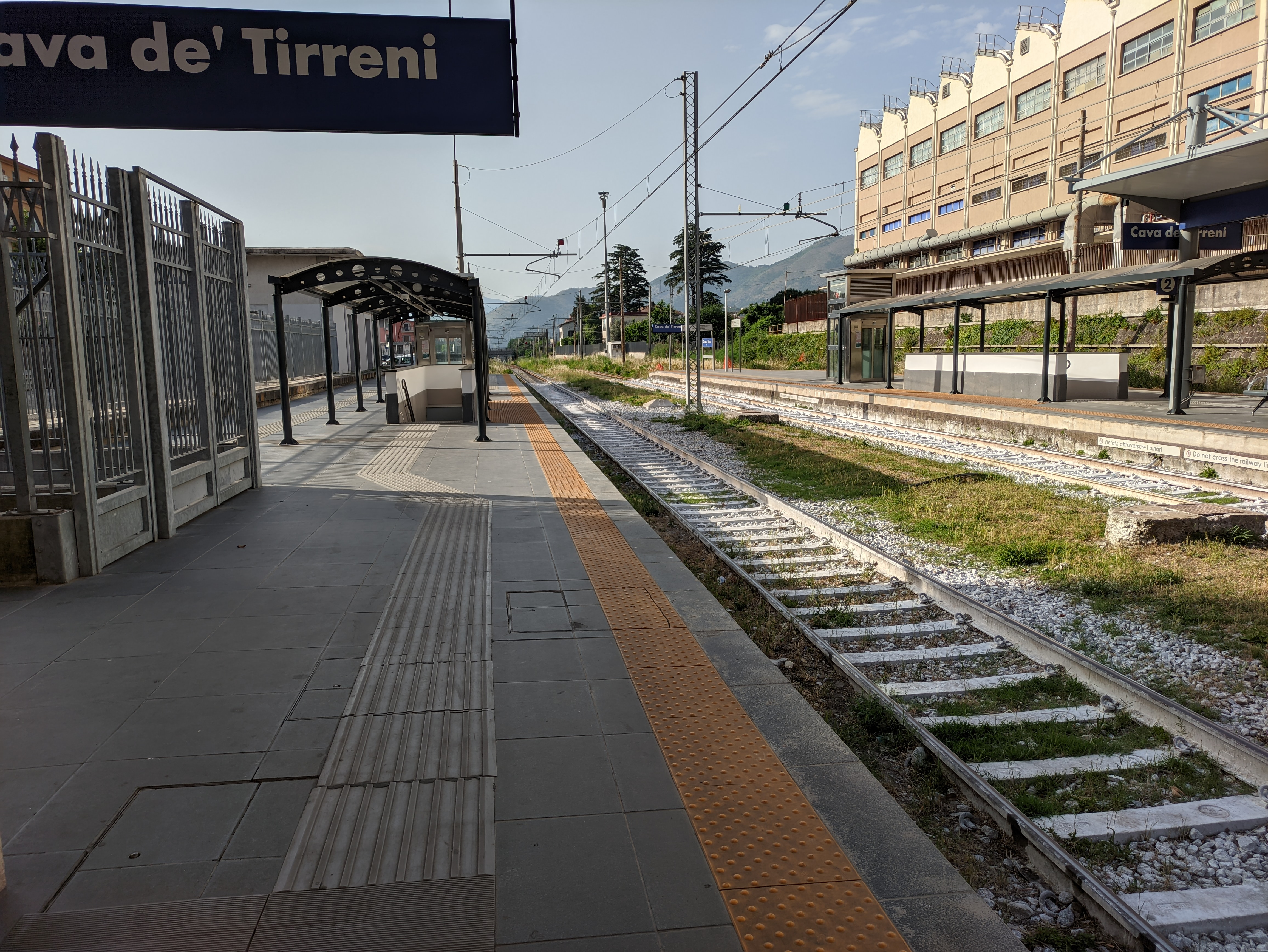
Ingresso sottopasso
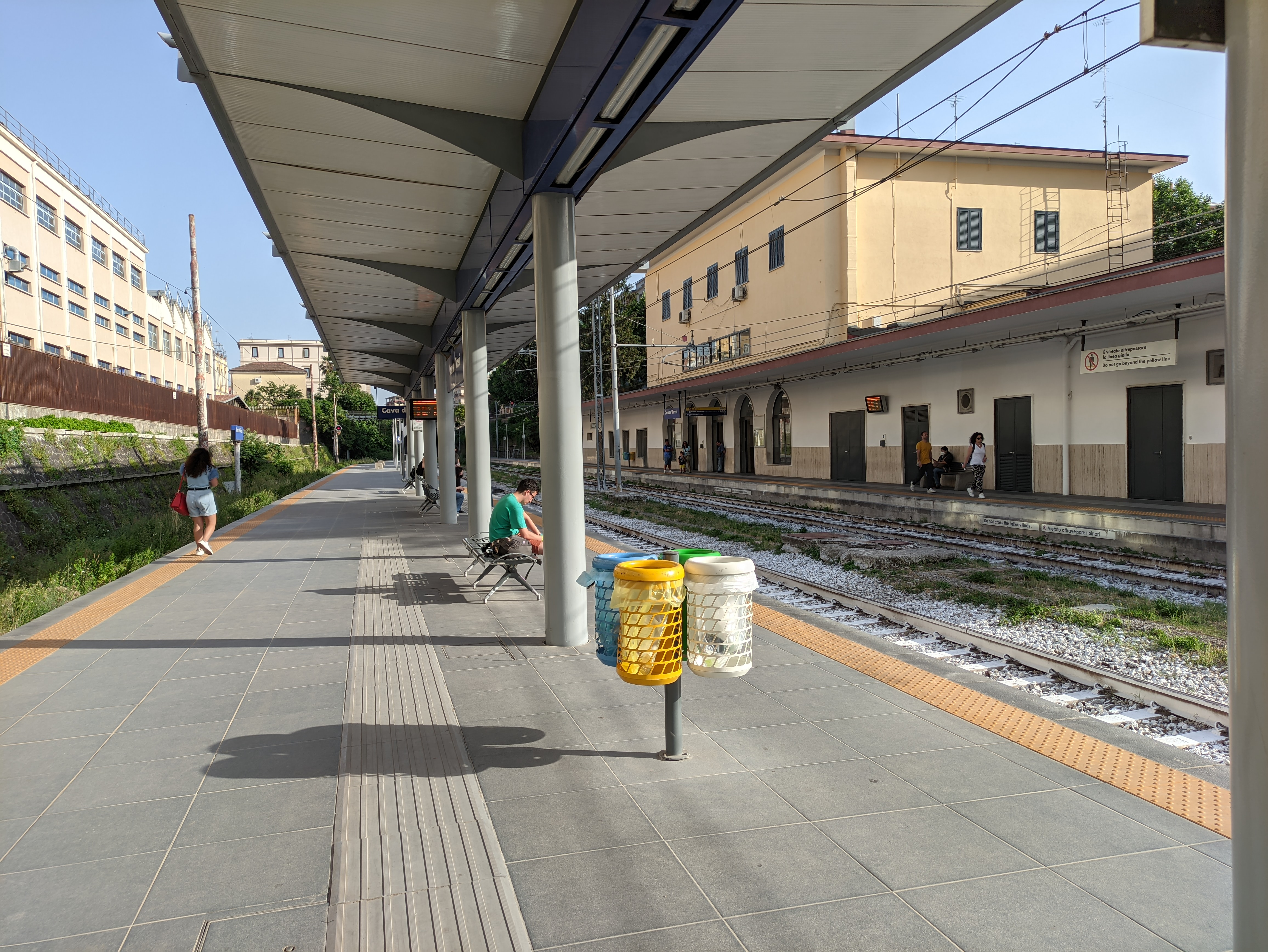
Binario 2 e relativo marciapiede
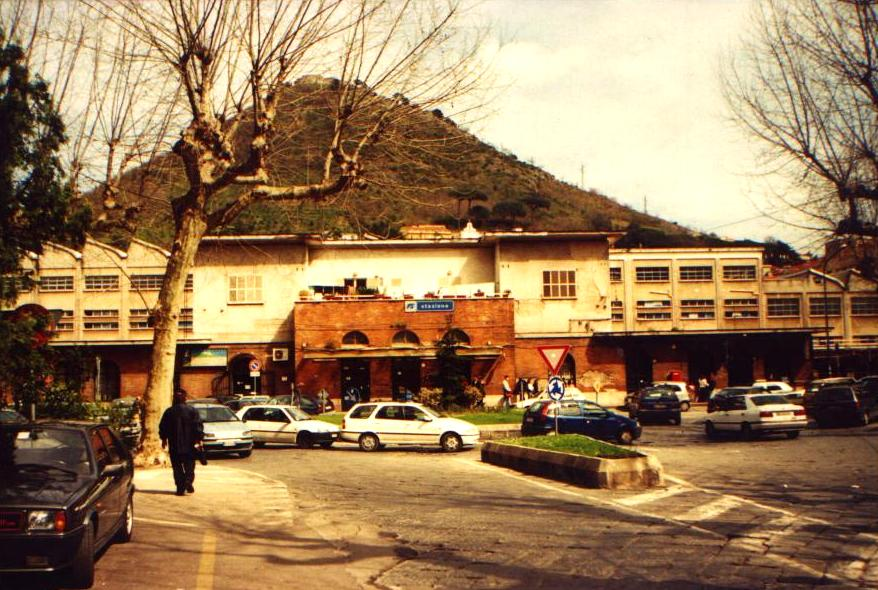
Foto pre-ristrutturazione della facciata della stazione
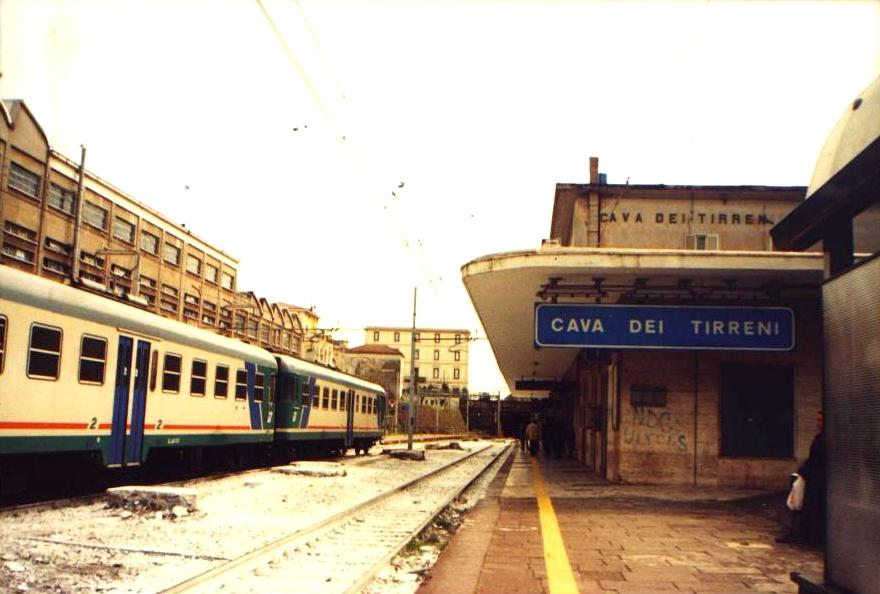
Foto pre-ristrutturazione dell'interno della stazione lato Salerno e Fabbricato Viaggiatori
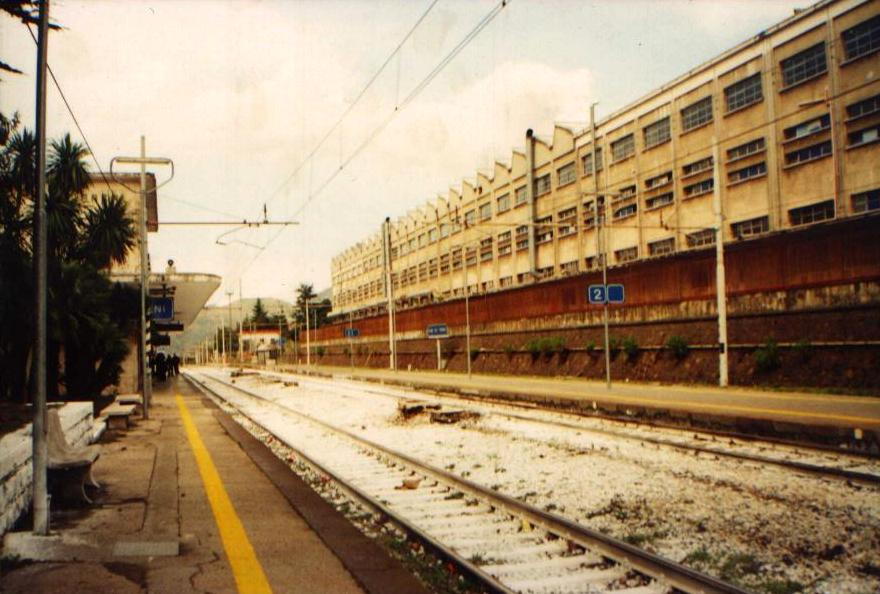
Foto pre-ristrutturazione dell'interno della stazione lato Nocera, con la pensilina del 3º binario e il tabacchificio alle sue spalle
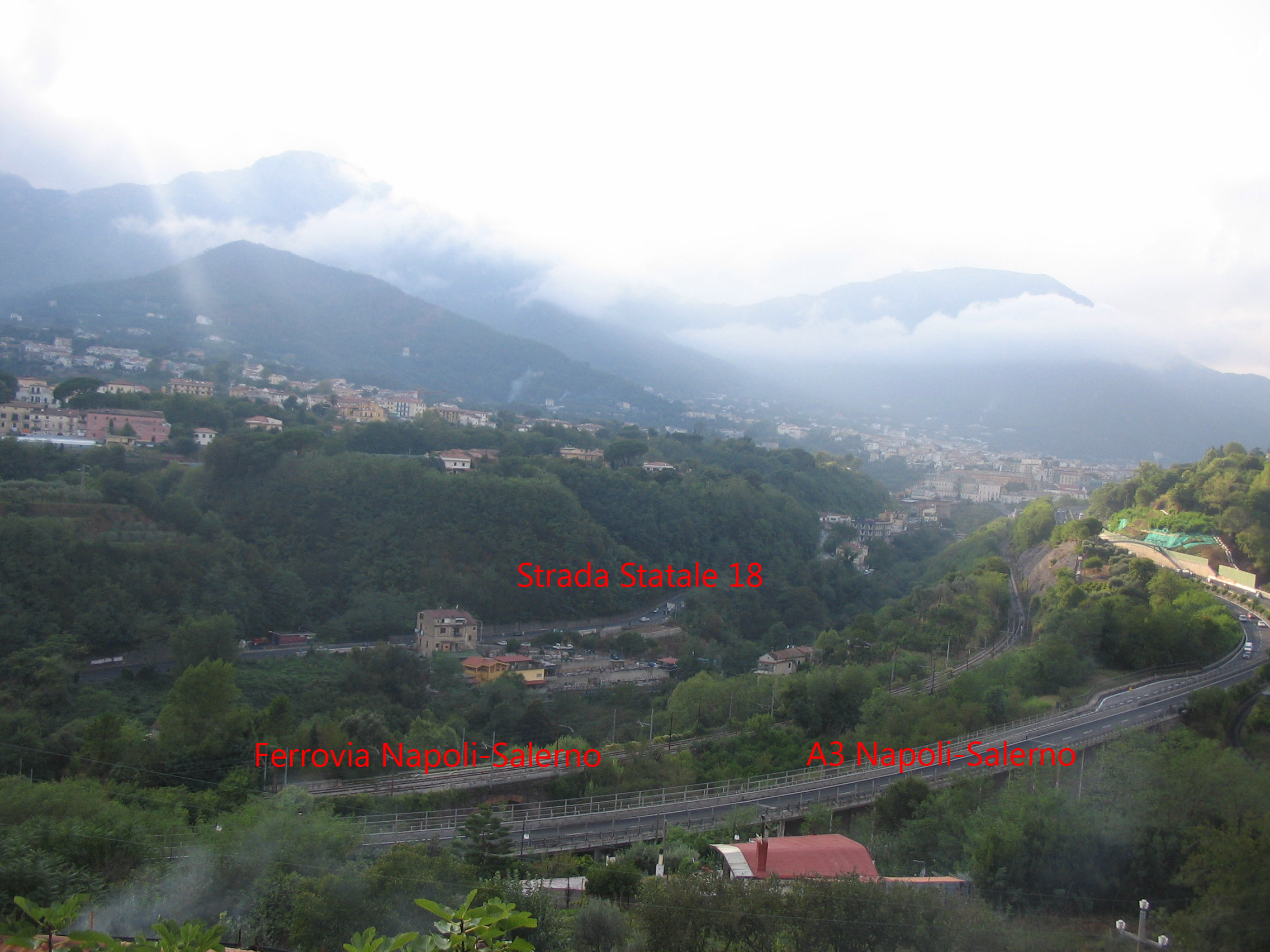
La ferrovia nei pressi di Molina